# Томсон, Прийт Эвальдович
Прийт Эвальдович Томсон (эст. Priit Tomson; 3 ноября 1942, Таллин) — советский эстонский баскетболист. Нападающий. Заслуженный мастер спорта СССР (1967).

## Биография
В 1961 году окончил Таллиннскую 4-ю среднюю школу.
Выступал за «Калев» (Тарту) в 1963—1976 гг.
- Бронзовый призер ОИ-68
- Чемпион мира 1967, 1974
- Чемпион Европы 1967, 1969, 1971
- Чемпион Универсиады 1970
- Серебряный призер чемпионата СССР 1967
- Серебряный призер IV Спартакиады народов СССР 1967
- Бронзовый призер ЧМ-70

В 1976 году окончил Таллинский политехнический институт по специальности «точная механика».
В 1976—1984 годах работал в Межколхозном строительном бюро, в 1984—1987 — в Спорткомитете Эстонской ССР — заведующим отделом спортивных игр.
В 1987—1991 годах — учитель Эстонской спортивной гимназии.
В 1991—1992 годах — тренер в Финляндии.
Менеджер по продажам Loviisa OY Eltete с 1992 года. В настоящее время проживает в Таллине.
Награждён Орден Эстонского Красного Креста 4-го класса.
Сестра — Катрин Аасви, бывшая баскетболистка, спортивный врач и ученый-медик.